# Amadou Elimane Kane
Amadou Elimane Kane est un poète écrivain, éditeur, enseignant et chercheur dans le domaine des sciences cognitives. Il est né à Dagana, sur les rives du fleuve Sénégal. Il est le fondateur de l'Institut culturel panafricain et de recherche de Yene-Todd au Sénégal.

## Biographie
Il réside à Paris où il est enseignant. Amadou Elimane Kane est un intellectuel panafricaniste et l'auteur de plusieurs articles de recherche portant sur la Renaissance africaine publiés dans des revues scientifiques. Il est lauréat du Prix de la Renaissance africaine 2006 et du Prix littéraire FETKANN ! Maryse Condé 2016 - Mémoire des Pays du Sud Mémoire de l'Humanité, catégorie Poésie, mention spéciale du jury pour le caractère pédagogique de l'action poétique de l'ensemble de l'œuvre.
Il est également lauréat du Prix RE-SOURCE / SUNUNET 2021 en tant que Grande Figure Inspiratrice pour sa contribution au rayonnement culturel de l'Afrique.
Il travaille depuis plusieurs années, à travers la littérature mais aussi à travers la pédagogie, à rendre réelle la question de la « justice cognitive » qui est une démarche qui prend en compte toutes les trajectoires culturelles et historiques pour refonder la pensée.
En janvier 2020, Amadou Elimane Kane et une cinquantaine d'intellectuels publient une déclaration demandant l'ouverture d'un débat « populaire et inclusif » sur la réforme du franc CFA en cours et rappelant que « la question de la monnaie est fondamentalement politique et que la réponse ne peut être principalement technique ».

## Honneurs et distinctions
- Prix International de la Renaissance Africaine décerné en 2006 à Paris
- Enseigner la poésie et l'oralité. Ce travail pédagogique a été choisi dans le cadre de la Journée Académique de la Documentation de Paris, se déroulant le 3 avril 2014 à la Bibliothèque nationale de France, pour être présenté à l’ensemble des professeurs documentalistes, des professeurs stagiaires en documentation, des étudiants en master information documentation et des professeurs de lettres comme une pratique pédagogique innovante et s’inscrivant dans les objectifs de la thématique Lire et faire lire aujourd’hui.
- Prix du Penseur de la souveraineté - LEGS-Africa (Leadership, Éthique, Gouvernance, Stratégies pour l'Afrique) décerné le 25 mai 2016 à Dakar, Sénégal
- Prix littéraire FETKANN ! Maryse Condé 2016 - Mémoire des Pays du Sud Mémoire de l'Humanité, catégorie Poésie, mention spéciale du jury pour le caractère pédagogique de l'action poétique de l'ensemble de l'œuvre décerné le 24 novembre 2016 à Paris
- Amadou Elimane Kane a été l'invité d'honneur de l'académie de la Guadeloupe dans le cadre du 18e Temps des Poètes, consacré aux Afriques, et qui s'est déroulé du 13 au 17 mars 2017 à Pointe-à-Pitre.
- Dire le monde en poésie - S'initier à l'oralité - Résidence artistique et culturelle en milieu scolaire. Ce projet a été nommé par l'académie de Paris en janvier 2019 pour concourir au prix de l'Audace artistique et culturelle, organisé et décerné par le ministère de l'Éducation nationale et de la Jeunesse, le ministère de la Culture et le ministère de l'Agriculture et de l'Alimentation en partenariat avec la Fondation Culture & Diversité.
- Prix RE-SOURCE / SUNUNET 2021 décerné à Dakar, Sénégal le 29 décembre 2021, Grande Figure inspiratrice pour le rayonnement culturel de l'Afrique.
- Prix du Poète pédagogue 2012- 2022 décerné par les équipes éducatives et les élèves du collège Charles-Péguy et de l'école Général-Lasalle du 19e arrondissement de l'académie de Paris, pour l'ensemble de son travail au sein du bassin scolaire et de ses créations avec les apprenants.

## Publications
- Les Rayons de la calebasse, Poésie, éditions Nouvelles du Sud, 1995
- Le poète : L'archéologue de la mémoire, Amadou Elimane Kane, in Que peut la poésie aujourd'hui, ouvrage collectif, éditions de l'Harmattan, 1999
- La Parole du baobab, Poésie, éditions Acoria, 1999
- Poèmes de l'an demain, Poésie, éditions Acoria, 2000
- Le palmier blessé, Poésie, éditions Acoria, 2005
- Djibril Diop Mambéty : Un cinéma africain original, Amadou Elimane Kane, in 50 ans de cinéma africain, ouvrage collectif, Présence africaine, 2005
- Le Songe des flamboyants de la renaissance, Poésie, éditions Acoria, 2008
- L'ami dont l'aventure n'est pas ambigüe, récit, éditions Lettres de Renaissances, 2013
- Les soleils de nos libertés, roman, éditions Lettres de Renaissances, 2014
- Une si longue parole, roman, éditions Lettres de Renaissances, 2015
- Enseigner la lecture/écriture  et l'oralité : à la rencontre de 14 poètes sénégalais contemporains, anthologie poétique, éditions Lettres de Renaissances, 2013
- Enseigner la poésie et l'oralité, essai, pédagogie, éditions Lettres de Renaissances, 2014
- Enseigner le dire poétique : les compétences de l'oralité, essai, pédagogie, éditions Lettres de Renaissances, 2015
- Liberté poétique, anthologie avec les élèves du collège Lucie Faure de Paris, éditions Lettres de Renaissances, 2015
- Paroles nomades, anthologie avec les élèves du collège Charles Péguy de Paris, éditions Lettres de Renaissances, 2015
- Un océan perlé d'espoir, roman, éditions Lettres de Renaissances, 2016
- Les fondements historiques du panafricanisme expliqués à la jeunesse, essai, éditions Lettres de Renaissances, 2016
- Enseigner apprendre à apprendre par la poésie, l'oralité et la citoyenneté, essai, pédagogie, éditions Lettres de Renaissances, 2016
- Poésie citoyenne, anthologie avec les élèves du collège Lucie Faure de Paris, éditions Lettres de Renaissances, 2016
- Les saisons parlent aussi, conte poétique, avec les élèves du collège Charles-Péguy de Paris, éditions Lettres de Renaissances, 2016
- Moi, Ali Yoro Diop ou la pleine lune initiatique, roman, éditions Lettres de Renaissances, 2016
- Moi, Rokaha Diop ou la négresse fondamentale qui déplie le temps, éditions Lettres de Renaissances, 2017
- Moi, Sidia Diop ou l'astre d'espérance de la Sénégambie au Brésil, roman, Amadou Elimane Kane, éditions Lettres de Renaissances, 2018
- Enseigner la justice cognitive par la poésie et l'oralité, pédagogie, Amadou Elimane Kane, éditions Lettres de Renaissances, 2017
- Dire le monde en poésie - S'initier à l'oralité, Poésie, Amadou Elimane Kane, collection Paroles Arc-en-ciel, éditions Lettres de Renaissances, 2019
- L'épopée de Khaly Amar Fall ou l'éloge de la pensée, roman, Amadou Elimane Kane, éditions Lettres de Renaissances, 2020
- Transes entre Ndeup et Jazz, roman, Amadou Elimane Kane, éditions Lettres de Renaissances, 2020
- L'étincelle aussi parle, roman, Amadou Elimane Kane, éditions Lettres de Renaissances, 2020
- Parfum de tamariniers, Poésie, Amadou Elimane Kane, collection Paroles Arc-en-ciel, éditions Lettres de Renaissances, 2020
- Le Serment blessé, roman, Amadou Elimane Kane, éditions Lettres de Renaissances, 2023
- Voix poétiques, anthologie illustrée, avec les élèves du collège Charles Péguy de Paris, éditions Lettres de Renaissances, 2023